# Copa Bandes 2014
La Copa Bandes (por motivos de patrocinio), fue un torneo de verano de fútbol de carácter amistoso que se disputó en el Estadio Centenario en Montevideo, Uruguay en el 2014, en reemplazo de la Copa Bimbo. En su primera edición, se disputó en su totalidad en el Estadio Centenario de Montevideo, Uruguay, en los días 11 y 13 de enero de 2014
En esta edición participaron los siguientes equipos:
- Nacional
- Peñarol
- Sporting Cristal
- Vélez Sarsfield

## Resultados
|  | Semifinales               | Semifinales               |   |                          | Final                    | Final |  |
|  |                           |                           |   |                          |                          |       |  |
|  |                           |                           |   |                          |                          |       |  |
|  | Sábado 11 de enero, 20:00 |                           |   |                          |                          |       |  |
|  | Sporting Cristal          | 0 (3)                     |   |                          |                          |       |  |
|  | Vélez Sarsfield           | 0 (0)                     |   |                          |                          |       |  |
|  |                           |                           |   |                          |                          |       |  |
|  |                           |                           |   |                          | Lunes 13 de enero, 22:00 |       |  |
|  |                           |                           |   |                          | Sporting Cristal         | 0     |  |
|  |                           | Nacional                  | 3 |                          |                          |       |  |
|  |                           |                           |   |                          |                          |       |  |
|  |                           |                           |   |                          |                          |       |  |
|  |                           |                           |   |                          | Tercer puesto            |       |  |
|  | Sábado 11 de enero, 22:00 | Sábado 11 de enero, 22:00 |   | Lunes 13 de enero, 20:00 | Lunes 13 de enero, 20:00 |       |  |
|  | Nacional                  | 0 (4)                     |   | Vélez Sarsfield          | 1 (1)                    |       |  |
|  | Peñarol                   | 0 (3)                     |   |                          | Peñarol                  | 1 (3) |  |

### Semifinales
| 11 de enero de 2014, 20:00 | Sporting Cristal                      | 0:0 (3:0 p.)               | Vélez Sarsfield                       | Estadio Centenario, Montevideo |                              |
|                            |                                       | Reporte                    |                                       | Árbitro(s): Daniel Fedorczuk   | Árbitro(s): Daniel Fedorczuk |
|                            |                                       | Tiros desde el punto penal |                                       |                                |                              |
|                            | J. Cazulo · I. Ávila · L. Advíncula · |                            | H. Canteros · J. Copete · J. Correa · |                                |                              |

| 11 de enero de 2014, 22:30 | Peñarol                                                           | 0:0 (3:4 p.)               | Nacional                                                      | Estadio Centenario, Montevideo                           |                                                          |
|                            |                                                                   | Reporte                    |                                                               | Asistencia: 18.000 espectadores Árbitro(s): Andrés Cunha | Asistencia: 18.000 espectadores Árbitro(s): Andrés Cunha |
|                            |                                                                   | Tiros desde el punto penal |                                                               |                                                          |                                                          |
|                            | H. Novick · M. Fernández · I. Nicolini · N. Raguso · P. Hurtado · |                            | A. Medina · G. Pereiro · R. César · H. Dorrego · I. Benegas · |                                                          |                                                          |

### Tercer puesto
| 13 de enero de 2014, 20:00 | Vélez Sarsfield                 | 1:1 (1:1) (1:3 p.)         | Peñarol                               | Estadio Centenario, Montevideo |                                |
|                            | Pratto 89'                      | Reporte                    | Rodríguez 49'                         | Árbitro(s): Christian Ferreyra | Árbitro(s): Christian Ferreyra |
|                            |                                 | Tiros desde el punto penal |                                       |                                |                                |
|                            | Pratto · Allione · Cerro · Papa |                            | Novick · Rodríguez · Núñez · Sandoval |                                |                                |

### Final
| 13 de enero de 2014, 22:00 | Sporting Cristal | 0:3     | Nacional                                                  | Estadio Centenario, Montevideo |                             |
|                            |                  | Reporte | 3' Richard Porta · 33' Carlos de Pena · 75' Andrés Scotti | Árbitro(s): Roberto Silvera    | Árbitro(s): Roberto Silvera |

| Bandera de Uruguay           |
| Campeón Nacional 1.er título |

## Cobertura Televisiva
Todos los partidos fueron transmitidos en vivo y en forma exclusiva a través de VTV Canal 14, en producción con Tenfield. 